# Georgia Ann Robinson
Georgia Ann Robinson rozená Hill (12. března 1879 Opelousas – 21. září 1961 Los Angeles) byla americká policistka a komunitní pracovnice, která byla první Afroameričankou jmenovanou policistkou na policejním oddělení v Los Angeles (LAPD). Byla také jednou z prvních černošských policistek v zemi.  
Pracovala na případech týkajících se mladistvých, vražd a také na případech s černošskými ženami. Lidé, s nimiž přišla do styku, často odkazovala na sociální služby. Její policejní kariéra skončila, když trvale ztratila zrak poté, co ji zranil vězeň. Robinson byla také aktivistkou, která během svého působení u policie založila útulek pro ženy a dívky Sojourner Truth Home. Po odchodu do důchodu pokračovala ve své komunitní činnosti. Spolupracovala s NAACP, pracovala jako dobrovolnice v útulcích a vedla kampaně za desegregaci škol a pláží. 

## Životopis
Georgia Ann Hill se narodila 12. května 1879 v Opelousas v Louisianě. Nejprve byla vychovávána starší sestrou, poté v klášteře. V osmnácti letech se přestěhovala do Kansasu, kde pracovala jako guvernantka. Zde se provdala za Morgana Robinsona. Manželé se spolu přestěhovali do Colorada a poté do Los Angeles.

### Kariéra
V roce 1916 se losangeleská policie (LAPD) potýkala s nedostatkem policistů poté, co mnozí z nich narukovali do první světové války. Robinson byla naverbována, aby nastoupila k LAPD jako dobrovolnice. Tři roky pracovala jako dozorkyně ve vězení. Přibližně v této době se afroamerické kluby žen snažily o to, aby byly u policie černošky. Organizace jako Národní asociace klubů barevných žen věřily, že mít černošské policistky jednak ochrání černošské ženy a dívky před násilím bílých mužů a pomůže bojovat proti škodlivým stereotypům o větší sexuální povolnosti černošských žen.
Aby se člověk mohl stát policistou, musel vyhovět přísným požadavkům například být ve věku mezi 30–44 lety, být ženatý a mít vysokoškolské vzdělání v oboru pedagogika nebo ošetřovatelství. Robinson bylo šestatřicet let, byla vdaná a měla diplom z ošetřovatelství, takže všechny tyto požadavky splňovala. Dne 10. června 1919 oficiálně složila přísahu jako policistka. Byla první černoškou, která složila přísahu u losangeleské policie, a jednou z prvních afroamerických policistek v zemi. Robinson pracovala s první bílou policistkou Alice Stebbins Wells.
LAPD považovala najímání černošek za určitý druh policejní reformy, protože se mohly zabývat černošskými pachatelkami. Robinson tak pracovala především na případech mladistvých a vražd a také na případech týkajících se černošek. Místo zatýkání žen a dívek, s nimiž přišla do styku, je často posílala na sociální služby. Byl to první pokus o policejní reformu a jeden z prvních případů, kdy se losangeleská policie snažila pomoci černošské komunitě. Robinson často umožňovala mladým lidem, které potkávala při práci, aby dočasně zůstali u ní doma, když neměli kam jít.
Přestože její specializací byly případy mladistvých, řešila jakoukoli situaci, se kterou se při práci setkala. Když dne 18. září 1918 došlo k autonehodě, zachránila dvě zraněné ženy a poslala je na ošetření do nemocnice. Během své kariéry také poskytla první pomoc porotci, který zkolaboval u soudu, zachraňovala unesené děti a pátrala po unesených dívkách. Jako oficiální policistka byla Robinsonová za svou práci placena. Nedostala však zbraň, pouta ani policejní auto. Přesto se jí dařilo odvádět lidi do vězení, když bylo potřeba.
Její kariéra byla přerušena v roce 1928, kdy jí jeden z vězňů narazil hlavou do vězeňských mříží a způsobil jí tak vážné zranění hlavy, že trvale ztratila zrak. Po 12 letech kariéry u policie odešla do důchodu.

### Aktivismus
Po celý život se angažovala v aktivismu. Jako mladá žena v Coloradu byla aktivní sufražetkou. V Los Angeles byla první pokladní místní pobočky Národní asociace pro povznesení barevných lidí (NAACP). Pomáhala také založit domov Sojourner Truth Home, který se zaměřoval na pomoc novým černošským ženám z Los Angeles, při vytváření pevných vazeb ve městě. Také pracovala jako dobrovolnice v útulku pro ženy a dívky v Eastside.
Robinson sama desegregovala maturitu své dcery a zajistila, aby se černošští studenti mohli zúčastnit obřadu stejně jako bílí studenti. Také spolupracovala s H. Claudem Hudsonem na desegregaci pláže Venice Beach, když se snažila ukončit „Inkoustovou skvrnu”, černošskou část pláže.

### Soukromí
V Kansasu se dva týdny po seznámení provdala za Morgana Robinsona. V roce 1906 se manželům narodila dcera Marian. Georgia Robinson si prý často brávala domů na večeři znevýhodněné ženy a děti. V roce 1954 poskytla rozhovor časopisu Ebony.
Zemřela 21. září 1961 v Los Angeles.